# 米爾頓·赫馬森
米爾頓·拉塞爾·赫馬森（英語：Milton Lasell Humason，1891年8月19日—1972年6月18日）是一位美國天文學家，生於明尼蘇達州。

## 生平
赫馬森14歲時即輟學，未再接受正規教育。因為他喜歡山林，尤其是威爾遜山，他因此在威爾遜山天文台建設期間在當地參與運送建築材料和物資上山。在1917年短暫任職於一個位於 La Verne 的牧場後，他進入威爾遜山天文台擔任門警。出於對天文的興趣，赫馬森毛遂自薦成為威爾遜天文台的夜間觀測助理。赫馬森的觀測技術讓他成為威爾遜山天文台最出名的人物之一，因此得到喬治·海爾的賞識，在1919年成為該天文台正式職員。因為赫馬森並沒有博士學位，甚至沒有高中文憑，因此這是相當不尋常的決定。而赫馬森很快就因為有了數個關鍵的天文觀測發現，證明了海爾的決定是對的。赫馬森因為他能進行相當精密的天文觀測而聞名，並且可以拍攝暗淡的星系並取得光譜。赫馬森的觀測在物理宇宙学的發展中扮演了重要角色，這其中包含了幫助愛德文·哈伯制定哈伯定律。1950年瑞典隆德大學授予赫馬森名譽科學博士，1957年退休。
赫馬森還發現了非週期彗星赫馬森彗星（C/1961 R1）。
赫馬森錯過了發現冥王星的數次機會。克莱德·汤博發現冥王星之前11年，赫馬森拍攝的照片中就有四張拍攝到冥王星。一直有這樣的猜測：他錯失了發現冥王星的機會是因為冥王星的影像落在照相板的瑕疵上。但這可能性並不高，因為冥王星影像出現在三個夜晚中拍攝的四個照相板內。
赫馬森在加州門多西諾逝世。

## 流行文化中的赫馬森
卡尔·萨根的電視節目《宇宙：個人遊記》中，赫馬森的生平和研究在第10集《The Edge of Forever》中提及。

## 榮譽
- 月球上的赫馬森環形山
- 小行星2070

## 外部連結
- Obituary （页面存档备份，存于）
- Biography （页面存档备份，存于）